# Velika nagrada Italije 1935
Velika nagrada Italije 1935 je bila četrta dirka Evropskega prvenstva v sezoni 1935. Potekala je 8. septembra 1935. 

## Poročilo

### Pred dirko
Dirkališče v Monzi je bilo ponovno prenovljeno. Steza je imela pet šikan, štiri izmed njih je bilo narejenih iz bal sena. Scuderia Ferrari je nastopila z novim dirkalnikom Alfa Romeo 8C-35 s samostojnim vzmetenjem na vseh štirih kolesih, s katerim je dirkal Tazio Nuvolari. 

### Dirka
Rudolf Caracciola je na začetku dirke povedel, tesno so mu sledili Nuvolari, Hans Stuck in Achille Varzi. Luigi Fagioli je že v enajstem krogu odstopil zaradi okvare motorja. V petnajstem krogu je Philippe Étancelin močno raztreščil svoj dirkalnik v šikani, zaradi okvare na dirkalniku. Čeprav se ni huje poškodoval, pa je moral Francoz izpustiti preostanek sezone zaradi modric. Vsi dirkači moštva Scuderia Subalpina so že v zgodnjem delu dirke odstopili, Bernd Rosemeyer je v devetnajstem krogu odstopil zaradi okvare menjalnika, toda prevzel je dirkalnik Paula Pietscha. Tudi Jean-Pierre Wimille je moral v sedemindvajsetem krogu po eksloziji motorja odstopiti.
Tako je bil v vodstvu Stuck, sledil mu je Nuvolari, ki je v lovu na vodilnega popravljal najhitrejše kroge, toda v šikani se je zavrtel in izgubil dragoceni čas. Nuvolari je za nekaj krogov prešel v vodstvo po postanku Stucka, ki je trajal petinštirideset sekund, toda po svojem sedeminsedemdeset sekundnem postanku je le še bolj zaostal. Caracciola je imel težave z dirkalnikom, zato ga je predal Fagioliju. Po postankih v boksu je imel Stuck minuto prednosti pred Nuvolarijem, nato sta sledila René Dreyfus in Fagioli, ki pa je kmalu še drugič odstopil. 
V dvainštiridesetem krogu so odpovedale zavore na dirkalniku petouvrščenega Manfreda von Brauchitscha, ki je šel naravnost preko šikane in zletel s proge. Odstopil je tudi Nuvolari zaradi okvare bata. Moštvo je zato poklicalo v bokse Dreyfusa, da je dirkalnik predal Nuvolariju. Edini preostali Mercedes je bil Hermann Lang na tretjem mesto, toda v petinpetdesetem krogu je tudi on odstopil zaradi okvare motorja. Stuck je tako suvereno zmagal pred Nuvolarijem, ki mu je ob koncu delovalo le še sedem cilindrov v motorju in ki je bil edini dirkač v istem krogu z zmagovalcem, tretji je bil Rosemeyer. Po dirki je Nuvolari svoj del denarne nagrade dal Dreyfusu.

## Rezultati

### Dirka
| Poz | Št | Dirkač                  | Moštvo             | Dirkalnik         | Krogi | Čas/Odstop  | Št. m. | Toč |
| --- | -- | ----------------------- | ------------------ | ----------------- | ----- | ----------- | ------ | --- |
| 1   | 12 | Hans Stuck              | Auto Union         | Auto Union B      | 73    | 3:40:09     | 5      | 1   |
| 2   | 20 | René Dreyfus            | Scuderia Ferrari   | Alfa Romeo Tipo B | 73    | + 1:41      | 9      | 2   |
| 2   | 20 | Tazio Nuvolari          | Scuderia Ferrari   | Alfa Romeo Tipo B | 73    | + 1:41      | 9      |     |
| 3   | 36 | Paul Pietsch            | Auto Union         | Auto Union B      | 70    | +3 krogi    | 17     | 3   |
| 3   | 36 | Bernd Rosemeyer         | Auto Union         | Auto Union B      | 70    | +3 krogi    | 17     |     |
| 4   | 28 | Attilio Marinoni        | Scuderia Ferrari   | Alfa Romeo Tipo B | 68    | +5 krogov   | 13     | 4   |
| 5   | 4  | Piero Taruffi           | Bugatti            | Bugatti T59       | 59    | +14 krogov  | 2      | 4   |
| Ods | 34 | Hermann Lang            | Daimler-Benz AG    | Mercedes-Benz W25 | 55    | Motor       | 16     | 4   |
| Ods | 10 | Tazio Nuvolari          | Scuderia Ferrari   | Alfa Romeo 8C-35  | 45    | Počen bat   | 4      | 5   |
| Ods | 26 | Manfred von Brauchitsch | Daimler-Benz AG    | Mercedes-Benz W25 | 42    | Trčenje     | 12     | 5   |
| Ods | 6  | Rudolf Caracciola       | Daimler-Benz AG    | Mercedes-Benz W25 | 41    | Prenos      | 3      | 5   |
| Ods | 6  | Luigi Fagioli           | Daimler-Benz AG    | Mercedes-Benz W25 | 41    | Prenos      | 3      |     |
| Ods | 16 | Jean-Pierre Wimille     | Bugatti            | Bugatti T59       | 27    | Motor       | 7      | 6   |
| Ods | 30 | Bernd Rosemeyer         | Auto Union         | Auto Union B      | 19    | Vzmetenje   | 14     | 6   |
| Ods | 24 | Goffredo Zehender       | Scuderia Subalpina | Maserati 6C-34    | 15    | Meh. okvara | 11     | 7   |
| Ods | 14 | Philippe Étancelin      | Scuderia Subalpina | Maserati V8-RI    | 15    | Trčenje     | 6      | 7   |
| Ods | 22 | Achille Varzi           | Auto Union         | Auto Union B      | 14    | Motor       | 10     | 7   |
| Ods | 18 | Luigi Fagioli           | Daimler-Benz AG    | Mercedes-Benz W25 | 11    | Motor       | 8      | 7   |
| Ods | 32 | Pietro Ghersi           | Scuderia Subalpina | Maserati 6C-34    | 4     | Motor       | 8      | 7   |
| DNS | 2  | Giuseppe Farina         | Scuderia Subalpina | Maserati V8-RI    |       | Motor       | 1      | 8   |
| DNA | 8  | Carlo Trossi            | Privatnik          | Monaco-Trossi     |       |             |        | 8   |